# Enrico Fermi
Enrico Fermi (født 29. september 1901, død 28. november 1954) var en italiensk-amerikansk fysiker mest kendt for sit arbejde med betastråling, udviklingen af den første kernereaktor og for sit bidrag i udarbejdelsen af kvanteteorien. Fermi blev tildelt Nobelprisen i fysik i 1938.